# Вильялонга, Хорхе де
Хорхе де Вильялонга, граф де ла Куэва (исп. Jorge de Villalonga; 1664, Па́льма-де-Мальо́рка  — 1735, Мадрид) — испанский государственный деятель, колониальный администратор, юрист, военачальник, генерал-лейтенант, первый вице-король Вице-королевства Новая Гранада (25 ноября 1719 — 11 мая 1724), включавшее в себя территории современных Колумбии, Венесуэлы, Панамы, Эквадора, Бразилии, Перу и Гайаны.

## Биография
Дворянин.
Вильялонга был рыцарем Мальтийского ордена. В испанской армии дослужился до звания генерал-лейтенанта. Позже занял место в военном совете королевства Мальорка, был поверенным, имел адвокатскую практику.
В 1708 году был назначен мэром перуанского порта Кальяо.
В декабре 1718 года, занимая должность командующего армией Перу, Х. де Вильялонга получил известие о своем назначении на пост вице-короля новосозданной колонии Новая Гранада.
Х. де Вильялонга поразил жителей Боготы значительной помпезностью, въезжая в столицу. В дальнейшем образ его жизни резко контрастировал с нищетой местных жителей. Как и его предшественник, Х. де Вильялонга имел указание из метрополии преодолеть местную политическую коррупцию. С этой целью вице-король прибегнул к отдельным показательным шагам, на самом же деле его администрация сама стала питомником взяточничества.
Также одной из задач вице-короля было предотвращение развития местного виноделия и текстильного производства, чтобы обеспечить отсутствие конкуренции испанской промышленности.
В ноябре 1720 года испанские войска совершили нападение на старое голландское поселение Тукакас на побережье современной Венесуэлы, считавшееся центром контрабандистов. В результате поселение было разрушено, в том числе пострадала местная синагога. В 1721 году по приказу мадридского кабинета изгнал всех иностранцев, как жителей, так и временных приезжих, не исключая мужчин, женившихся на женщинах, родившихся в колонии. Взял непосредственное управление казной в свои руки. Занимался правосудием по отношению к коренным народам, урегулировал вопросы, связанные с реестром, поднятые приходами и советами. Организовал первую почту между Боготой и Кито, которая работала ежемесячно, активизировал строительство стен для защиты Картахены-де-Индиас. Участвовал в основании иезуитский колледжа в городе Санта-Фе-де-Антьокия.
Вице-король Вильялонга неоднократно рекомендовал короне упразднить наместничество и восстановить прежнее правительство Перу в целях экономии. Он утверждал, что колония была слишком бедна, чтобы поддерживать правительство вице-королевства, поскольку в её пределах было мало испанцев и много индейцев. В сентябре 1723 г. испанский король Филипп V прислушался к наместнику и своим указом восстановил положение дел, при котором Богота подчинялась вице-королевству Перу. В 1724 году вице-королевство Новая Гранада было расформировано, став президентством в составе вице-королевства Перу. 31 мая де Вильялонга покинул Боготу.
Вновь вице-королевство Новая Гранада было образовано в 1740 году.
Был женат на своей племяннице Каталине Марии де Вильялонга-и-де Веласко, дочери его брата Франсиско.